# Simpsonella flagellata
Simpsonella flagellata är en korallart som först beskrevs av Simpson 1910.  Simpsonella flagellata ingår i släktet Simpsonella och familjen Chrysogorgiidae. Inga underarter finns listade i Catalogue of Life.